# Sheree J. Wilson

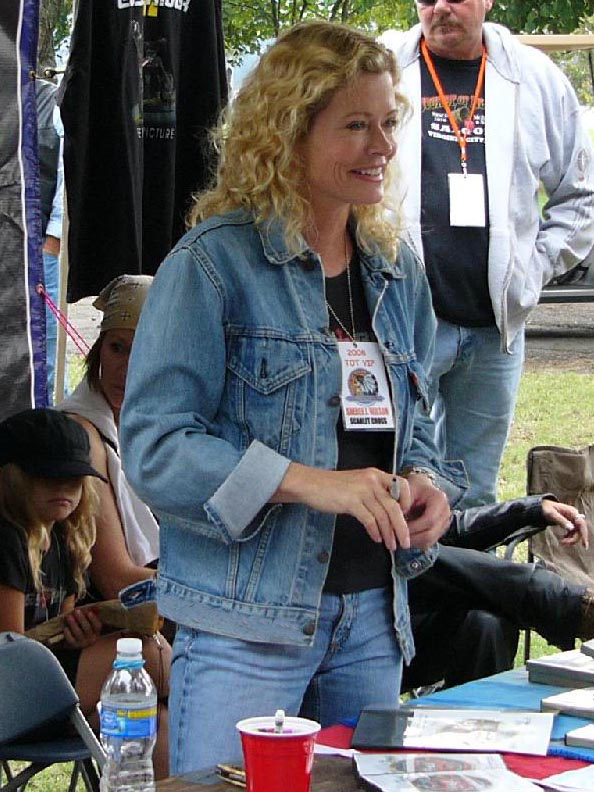
Wilson 2008

Sheree Julienne Wilson (* 12. Dezember 1958 in Rochester, Minnesota) ist eine US-amerikanische Schauspielerin.

## Leben
Im Alter von neun Jahren zog sie mit ihren Eltern, zwei IBM-Vorständen, nach Colorado, wo sie reiten lernte. Durch ihre ausgezeichneten reiterischen Fähigkeiten belegte Sheree J. Wilson den ersten Platz beim „National Multiple Sclerosis Rodeo“ 1995.
Nach ihrem Abschluss 1981 an der University of Colorado in Boulder arbeitete Wilson in Denver, bevor sie für eine New Yorker Modelagentur in über 30 Werbekampagnen für Clairol, Sea Breeze, Keri-Lotion und Maybelline mitwirkte.
In dem Serienpilotfilm Frauen wie Samt und Stahl (Velvet, 1984) verkörperte sie einen weiblichen „James Bond“, und mit der Hauptrolle in der schwarzen Komödie Die Killer-Akademie (Crimewave, 1985) begann Wilsons Filmkarriere. 1985 spielte sie mit Tim Robbins in American Eiskrem (Fraternity Vacation).
Nach der Hauptrolle in der CBS-Miniserie Kane & Abel und einem Engagement in Our Family Honour an der Seite von Michael Madsen, Ray Liotta und Eli Wallach bekam Sheree J. Wilson ihre bekannteste Rolle. In der Fernsehserie Dallas wurde mit ihr für fünf Jahre die Rolle der April Stevens besetzt. Wilson bekam den „Soap Opera Digest Award“ für die beste Todesszene für ihren Tod in Dallas.
Von 1993 bis 2001 spielte sie die Rolle der stellvertretenden Staatsanwältin Alex Cahill in Walker, Texas Ranger an der Seite von Chuck Norris und Clarence Gilyard Jr. 2005 war sie auch in dem Film Walker, Texas Ranger: Feuertaufe zu sehen, der die Serie fortsetzt.
Sie war von 1991 bis 2004 mit Paul De Robbio verheiratet und lebt zurzeit mit ihren zwei Söhnen in Marina del Rey.

## Filmografie
- 1984: Frauen wie Samt und Stahl (Velvet, Fernsehfilm)
- 1984: Mode, Models und Intrigen (Cover Up, Fernsehserie, Folge 1x01)
- 1985: Die Killer-Akademie (Crimewave)
- 1985: American Eiskrem (Fraternity Vacation)
- 1985: Kane & Abel (Miniserie, Folge 1x02)
- 1985–1986: Verfeindet bis aufs Blut (Our Family Honor, Fernsehserie, 13 Folgen)
- 1986: Schlagzeile – Rufmord (News at Eleven, Fernsehfilm)
- 1986–1991: Dallas (Fernsehserie, 112 Folgen)
- 1991: Matlock (Fernsehserie, Folge 6x06)
- 1992: Renegade – Gnadenlose Jagd (Renegade, Fernsehserie, Folge 1x03)
- 1993–2001: Walker, Texas Ranger (Fernsehserie, 189 Folgen)
- 1994: Hellbound
- 1994: Past Tense – Abgründe der Leidenschaft (Past Tense, Fernsehfilm)
- 1994: Walker Texas Ranger 3: Deadly Reunion
- 1995: Burkes Gesetz (Burke's Law, Fernsehserie, Folge 2x11)
- 1999: Sons of Thunder (Fernsehserie, 3 Folgen)
- 2003: Midnight Expression (Kurzfilm)
- 2004: Birdie and Bogey
- 2005: Mystery Woman: Game Time (Fernsehfilm)
- 2005: Walker, Texas Ranger: Feuertaufe (Walker, Texas Ranger: Trial by Fire, Fernsehfilm)
- 2006: Fragile (Kurzfilm)
- 2006: Killing Down
- 2007: Meteor – Der Tod kommt vom Himmel (Anna's Storm, Fernsehfilm)
- 2007–2008: Pink (Fernsehserie, 10 Folgen)
- 2009: Leaving Bliss (Fernsehserie, Folge 1x10)
- 2011: The Gundown
- 2013: Easy Rider: The Ride Back
- 2013: Dug Up
- 2013: A Country Christmas
- 2013: Christmas Belle (Fernsehfilm)
- 2014: DeVanity (Fernsehserie, Folge 4x01)